# Anatoli Polivoda
Anatoli Polivoda (en ruso: Анатолий Иванович Поливода;  Yenakiieve, Ucrania, 29 de mayo de 1947-22 de enero de 2024) fue un jugador de baloncesto ucraniano, que compitió con la URSS. Consiguió seis medallas en competiciones internacionales con la Unión Soviética.